# Гюнтер Штарк
Гюнтер Штарк (нім. Günther Stark; 1 лютого 1917, Пройссіш-Голланд — 8 червня 1944, Ла-Манш) — німецький офіцер-підводник, капітан-лейтенант крігсмаріне.

## Біографія
3 квітня 1936 року вступив на флот. З травня 1940 року — вахтовий офіцер на плавучій базі підводних човнів «Саар». В липні-грудні 1941 року пройшов курс підводника, після чого був переданий в розпорядження 1-ї флотилії. З квітня 1942 року — вахтовий офіцер в своїй флотилії. В січні-лютому 1943 року пройшов курс командира човна. З 27 березня 1943 року — командир підводного човна U-740, на якому здійснив 2 походи (разом 29 днів у морі). 8 червня 1944 року потоплений в Англійському каналі західніше Бреста (48°27′ пн. ш. 05°47′ зх. д.) глибинними бомбами британського бомбардувальника «Ліберейтор». Всі 51 члени екіпажу загинули.

## Звання
- Кандидат в офіцери (3 квітня 1936)
- Морський кадет (10 вересня 1936)
- Фенріх-цур-зее (1 травня 1937)
- Оберфенріх-цур-зее (1 липня 1938)
- Лейтенант-цур-зее (1 квітня 1939)
- Оберлейтенант-цур-зее (1 жовтня 1940)
- Капітан-лейтенант (1 жовтня 1943)